# Universidad de Anatolia
La Universidad de Anatolia ( turco Anadolu Üniversitesi) es una universidades de Turquía con sede en Eskişehir. De carácter público, es una de las universidades más grandes del mundo por número de estudiantes. La Mayoría de las facultades y escuelas de la universidad, incluyendo la de educación a distancia se encuentran en el campus de Yunusemre en el centro de Eskişehir. El Campus de Yunusemre tiene también las residencias estudiantiles, el Hospital Universitario de Anatolia y la mayor parte de los edificios administrativos. El Campus de Ikieyul es la sede de la Escuela de Educación Física y Deportes, la facultad de Ingeniería y Arquitectura y la Escuela de Aviación Civil en convenio con el Aeropuerto Universitario de Anatolia.
Adicionalmente cuenta la Escuela Vocacional de Pursuk en la misma ciudad, la Escuela Vocacional de Bilecik y la Escuela Vocacional de Bozüyük. En cuanto a la educación a distancia, la Universidad de Anatolia presta servicios en 88 centros administrativos en todo el país y en Nicosia, muchos de los cuales ofrecen asesoría académica y clases nocturnas para más de 1.100.000 estudiantes.